# Der wilde Roboter
Der wilde Roboter (Originaltitel The Wild Robot) ist ein animierter Abenteuerfilm von Chris Sanders, welcher von DreamWorks Animation produziert wurde. Er basiert auf dem gleichnamigen Roman von Peter Brown und feierte im September 2024 beim Toronto International Film Festival seine Premiere. Der Kinostart in den USA erfolgte Ende September 2024, in Deutschland, Österreich und der Schweiz Anfang Oktober 2024. Im Rahmen der Oscarverleihung 2025 wurde Der wilde Roboter unter anderem als bester animierter Spielfilm nominiert.

## Handlung
Nach einem Schiffbruch strandet ein intelligenter Roboter mit der Bezeichnung Rozzum 7134, kurz Roz, auf einer unbewohnten Insel. Es gibt dort keine Menschen, die ihr Befehle erteilen könnten. Daher freundet sich Roz mit den Tieren der Insel an. Als sie ein unbewachtes Vogelnest entdeckt, findet sie darin ein Ei, in dem sich Leben entwickelt hat. Als das Gänschen schlüpft, ist der große runde Kopf von Roz das erste, was das Kleine sieht.
Der Roboter befolgt den Rat eines Fuchses namens Fink und erstellt einen Plan, um Brightbill, wie sie das Gänschen nennen, dabei zu helfen, in der rauen Umgebung zu überleben und flügge zu werden. Denn an diesem Ort, an dem jedes Lebewesen entweder Raubtier oder Beute ist, reicht es nicht aus, Fressen, Schwimmen und Fliegen zu lernen. Brightbill muss heikle soziale Situationen meistern und vor Beginn der Vogelwanderung in einen Schwarm aufgenommen werden, um mit seinen Artgenossen die beschwerliche Reise in den Süden anzutreten. Roz muss tief in ihrer Roboterseele kramen, um den kleinen Vogel das richtige soziale Verhalten zu lehren.

## Produktion

### Literarische Vorlage und Filmstab
Der Film basiert auf dem Roman The Wild Robot von Peter Brown. Verschiedene Bücher des US-amerikanischen Autors und Illustrators waren The-New-York-Times-Bestseller. Regie führte der US-amerikanische Filmanimator Chris Sanders, der Erfinder der Figuren von Lilo & Stitch. Er adaptierte auch Browns Roman für den Film.

### Stil und Animatorenteam
Der Stil ist von klassischen Disney-Animationsfilmen und dem Werk des japanischen Anime-Regisseurs und Zeichners Hayao Miyazaki inspiriert. Ebenso lässt er Einflüsse des französischen Impressionisten Claude Monet erkennen. Sanders selbst beschreibt den Stil als „ein Monet-Gemälde in einem Miyazaki-Wald“. Zu dem Team der Animatoren gehörten Michael Amos, Willy Harber, Drew Adams und Dan Wagner, die bereits für Filme wie Der Gigant aus dem All, Kung Fu Panda und Die Pinguine aus Madagascar tätig waren.

### Synchronisation
Die deutschsprachige Synchronisation entstand bei der FFS Film- & Fernseh-Synchron in Berlin nach dem Dialogbuch und unter der Dialogregie von Nana Spier.
| Rolle             | Originalsprecher | Deutsche Synchronisation |
| ----------------- | ---------------- | ------------------------ |
| Rozzum 7134 „Roz“ | Lupita Nyong’o   | Judith Rakers            |
| Fink              | Pedro Pascal     | Axel Malzacher           |
| Pinktail          | Catherine O’Hara | Madeleine Stolze         |
| Brightbill        | Kit Connor       | Sebastian Fitzner        |
| Longneck          | Bill Nighy       | Joachim Tennstedt        |
| Vontra            | Stephanie Hsu    | Alice Bauer              |
| Paddler           | Matt Berry       | Hanns-Jörg Krumpholz     |
| Thunderbolt       | Ving Rhames      | Bernd Egger              |
| Thorn             | Mark Hamill      | Jan-Marten Block         |
| Broadfoot         | Piotr Michael    | Moritz Otto              |
| Skunk             | Collin Erker     | Alexander Duffner        |

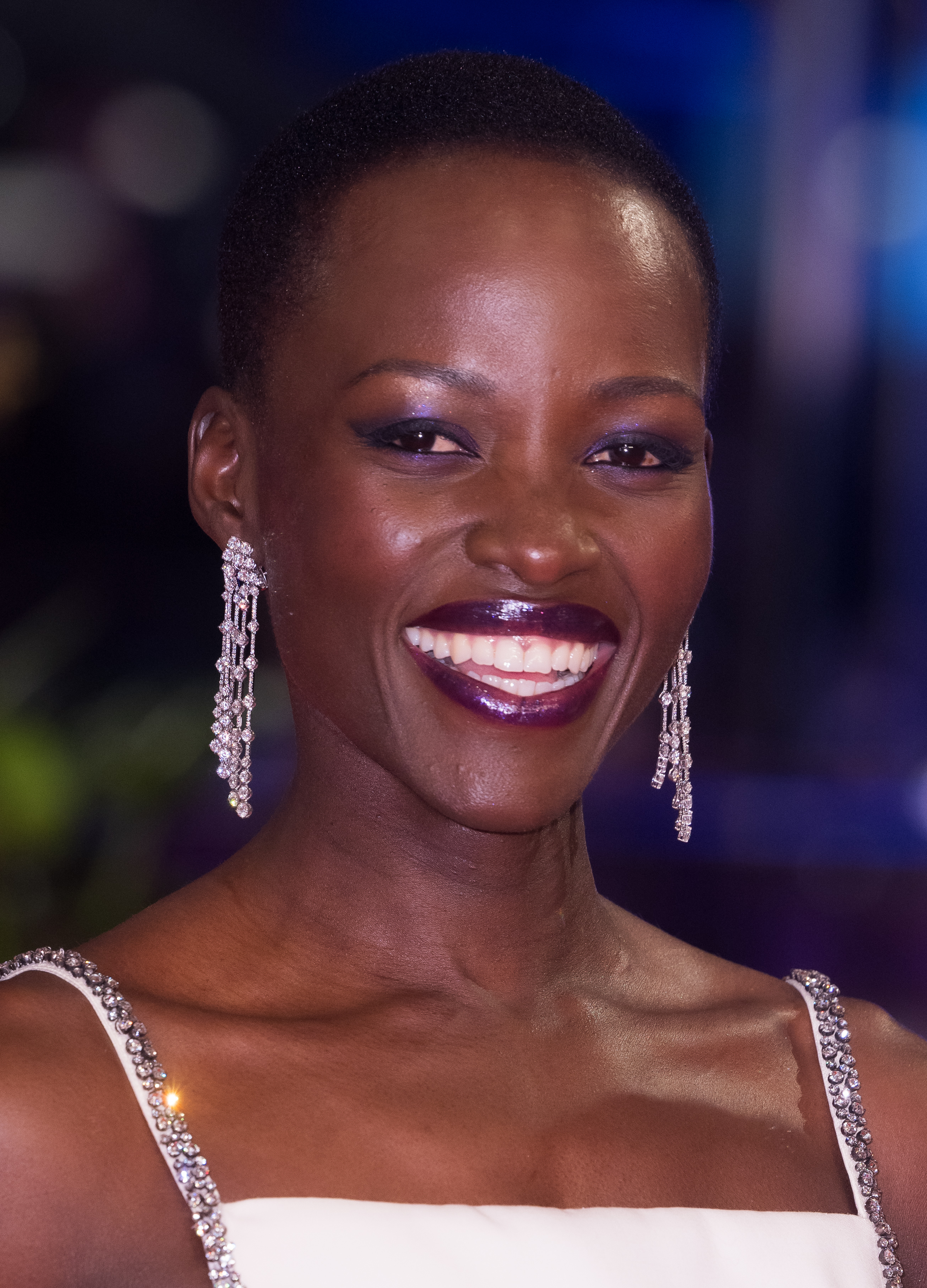
Lupita Nyong’o spricht Roz
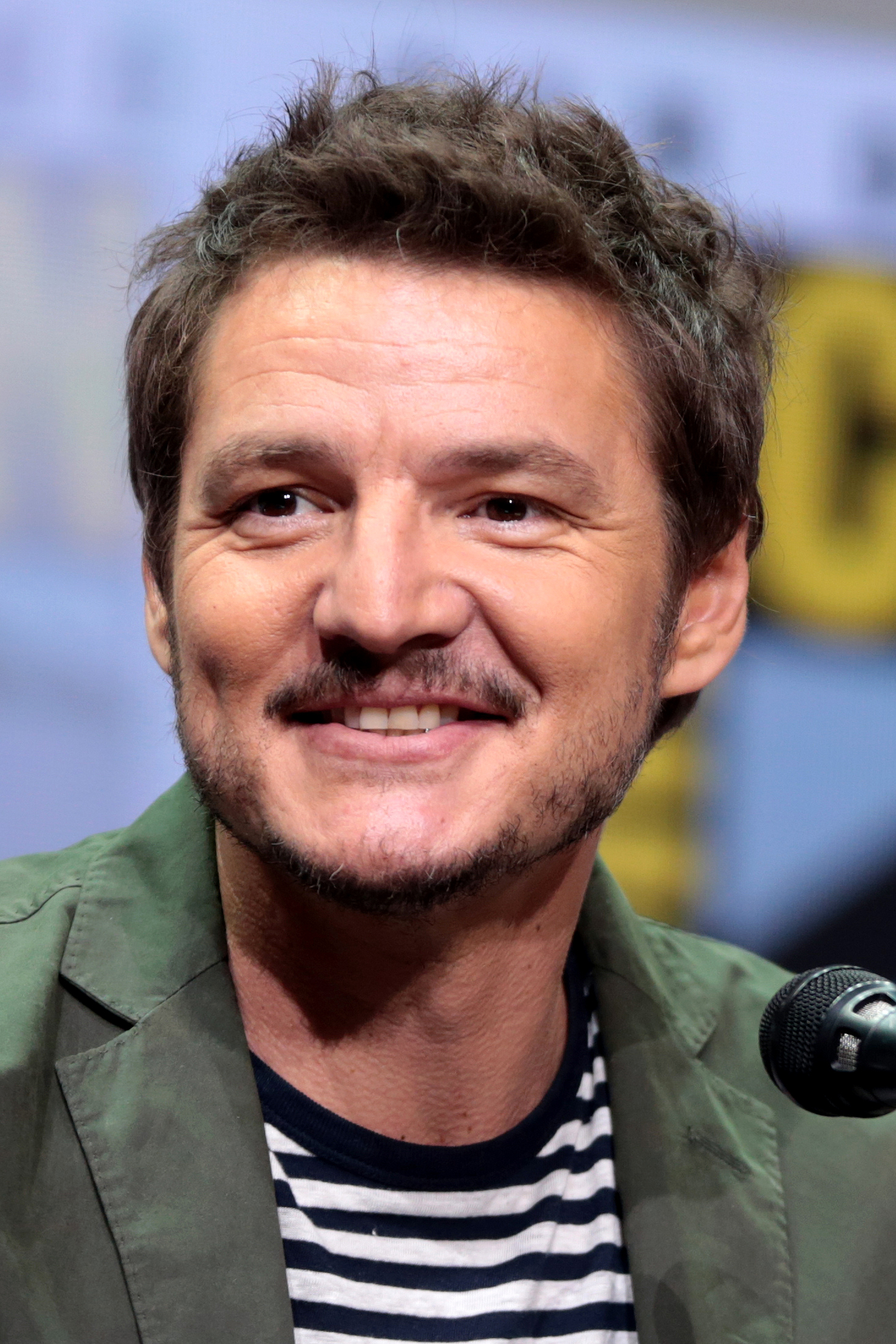
Pedro Pascal spricht Fink
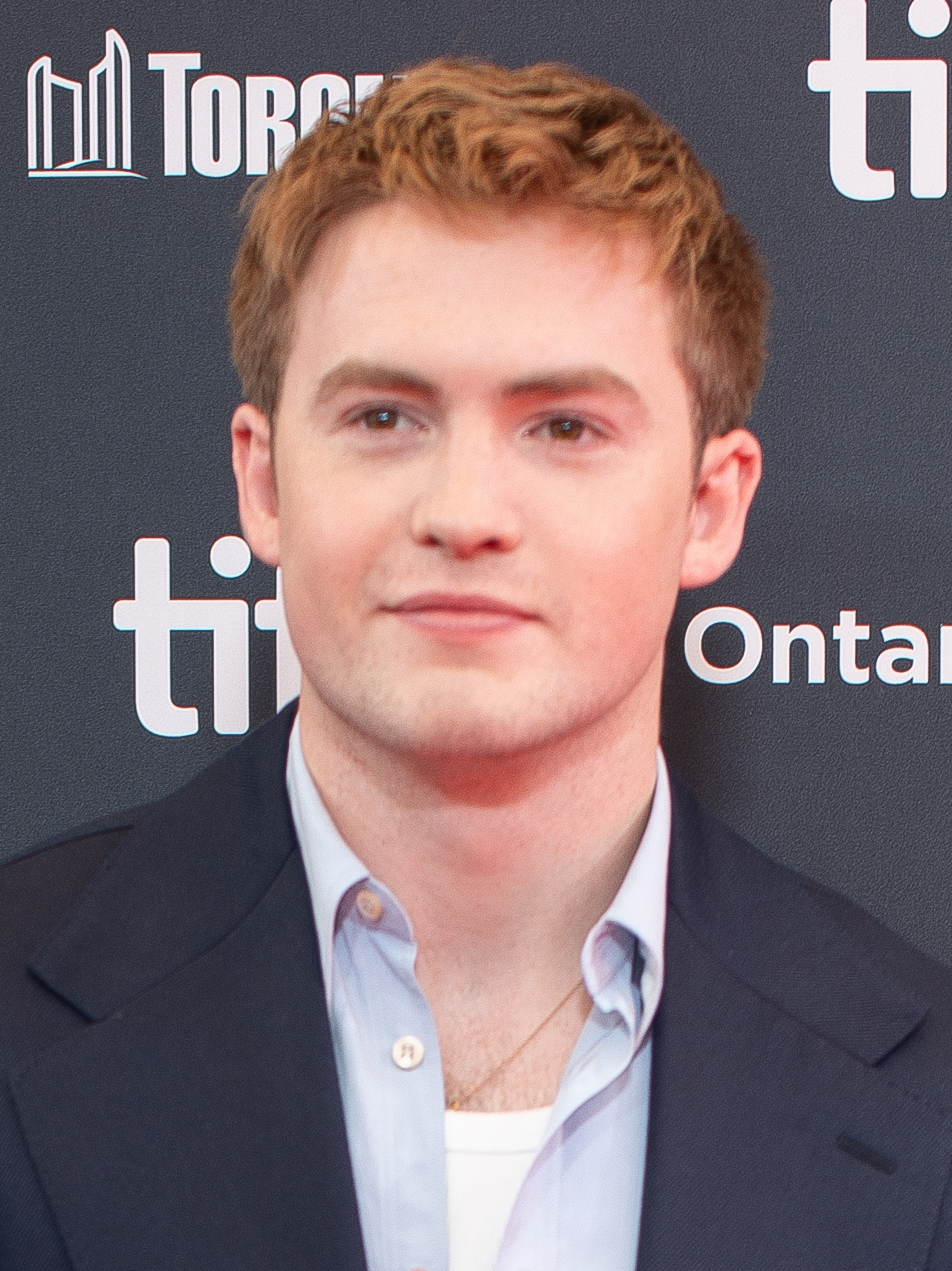
Kit Connor spricht Brightbill
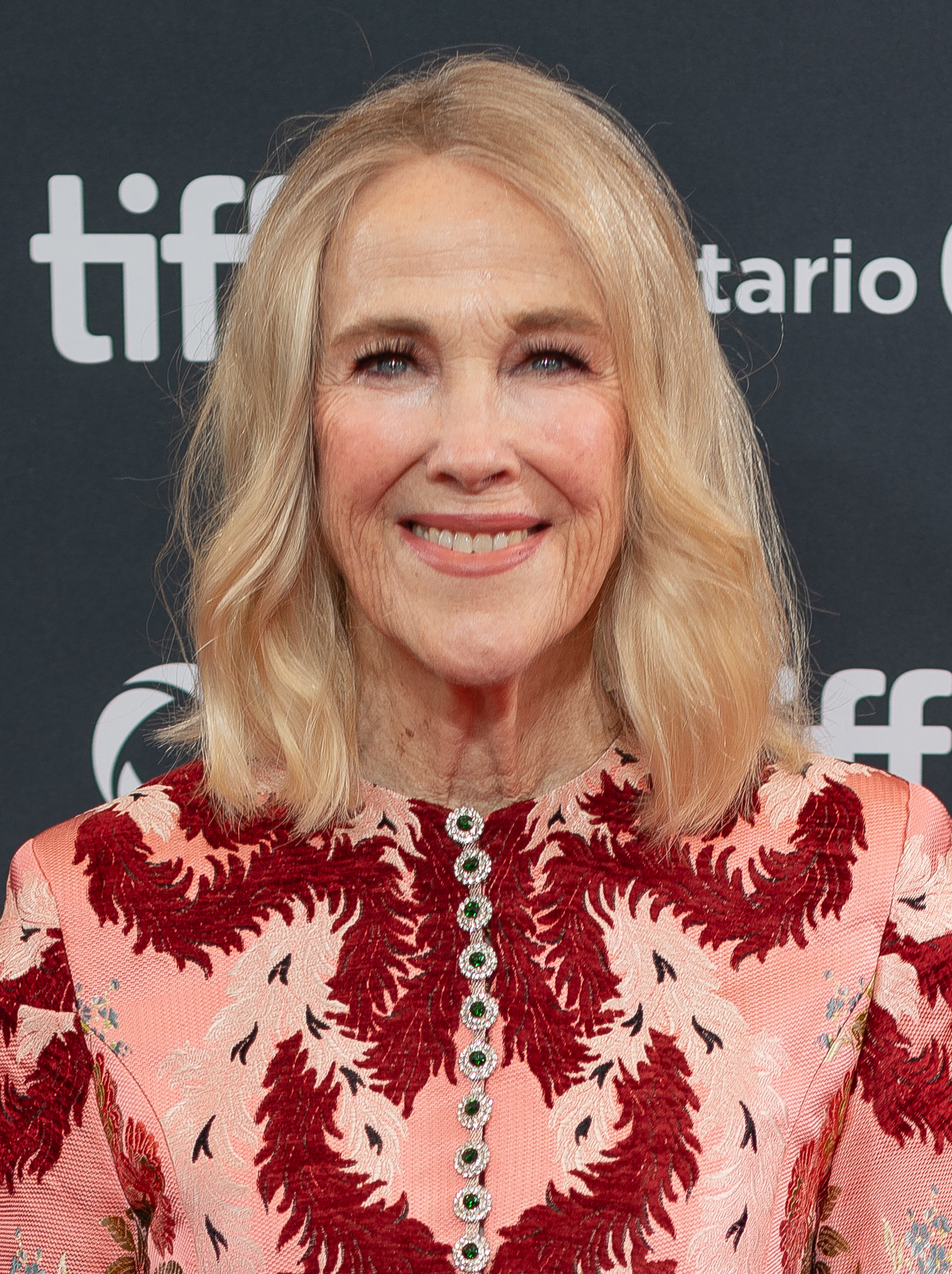
Catherine O’Hara spricht Pinktail
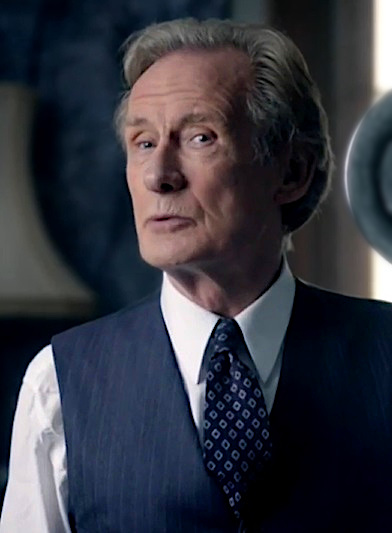
Bill Nighy spricht Longneck
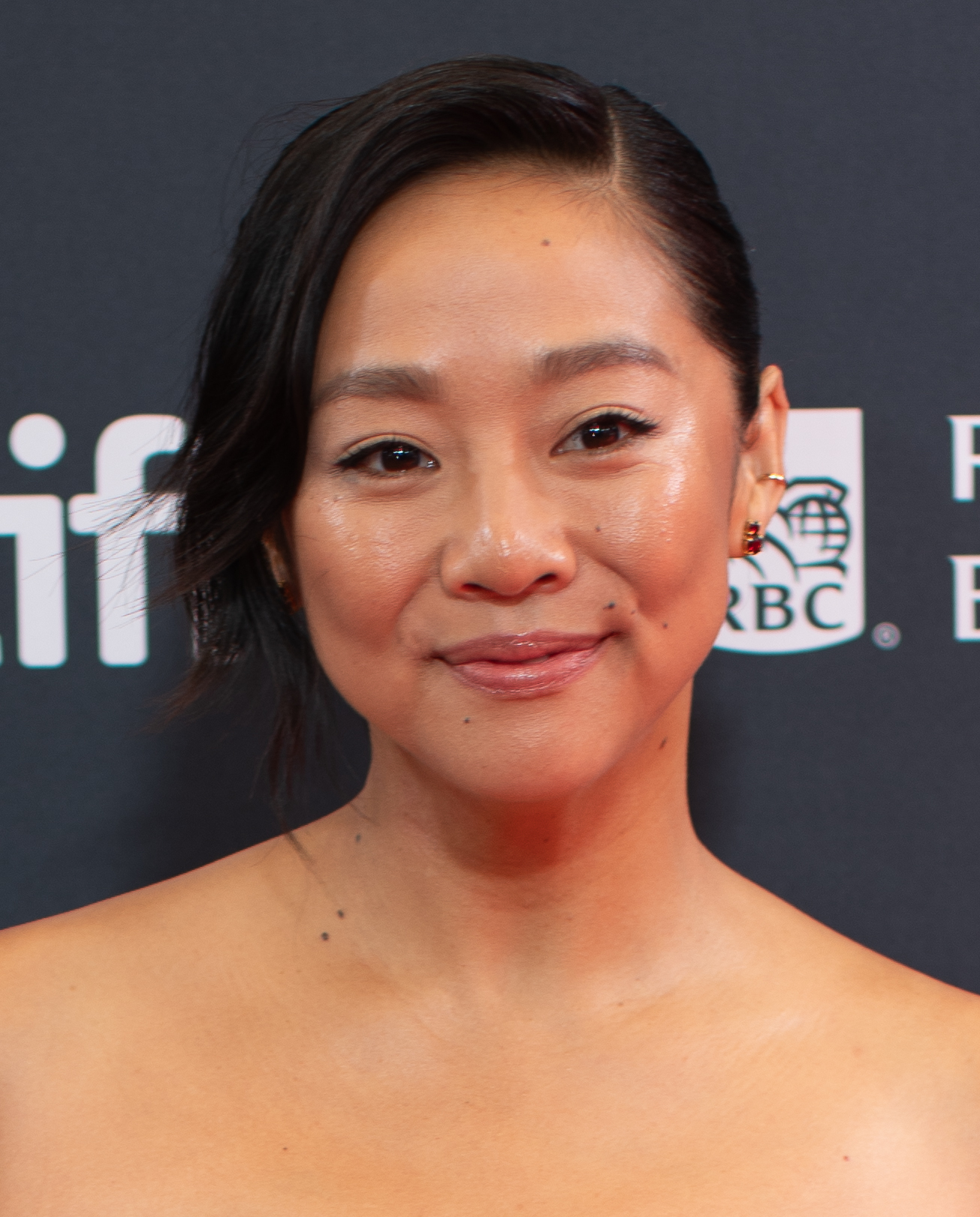
Stephanie Hsu spricht Vontra
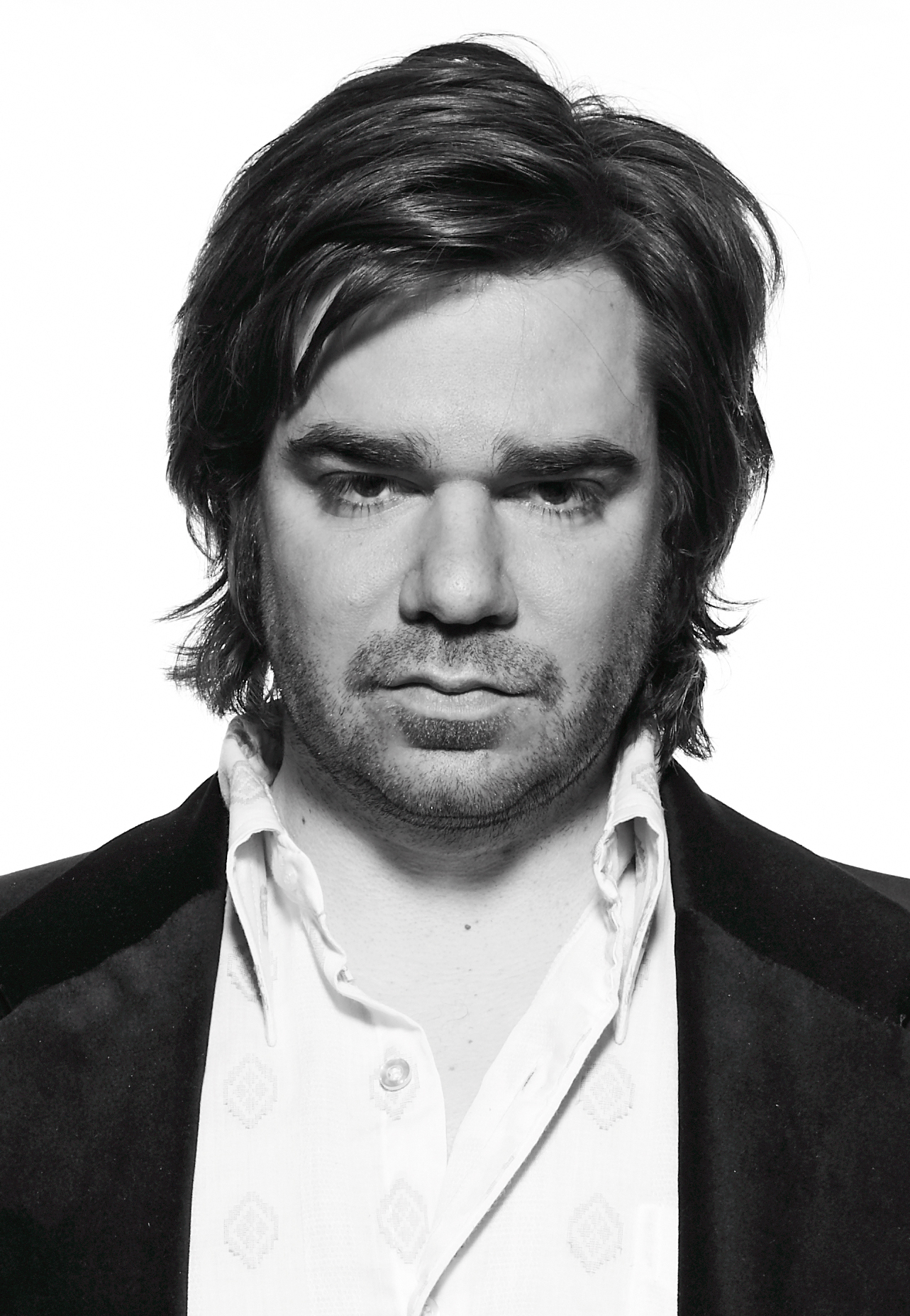
Matt Berry spricht Paddler
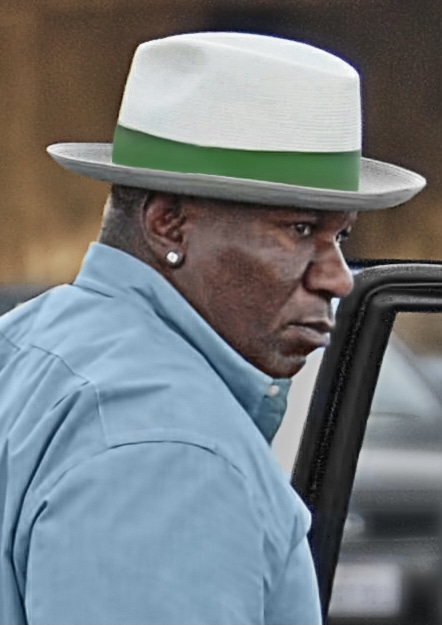
Ving Rhames spricht Thunderbolt
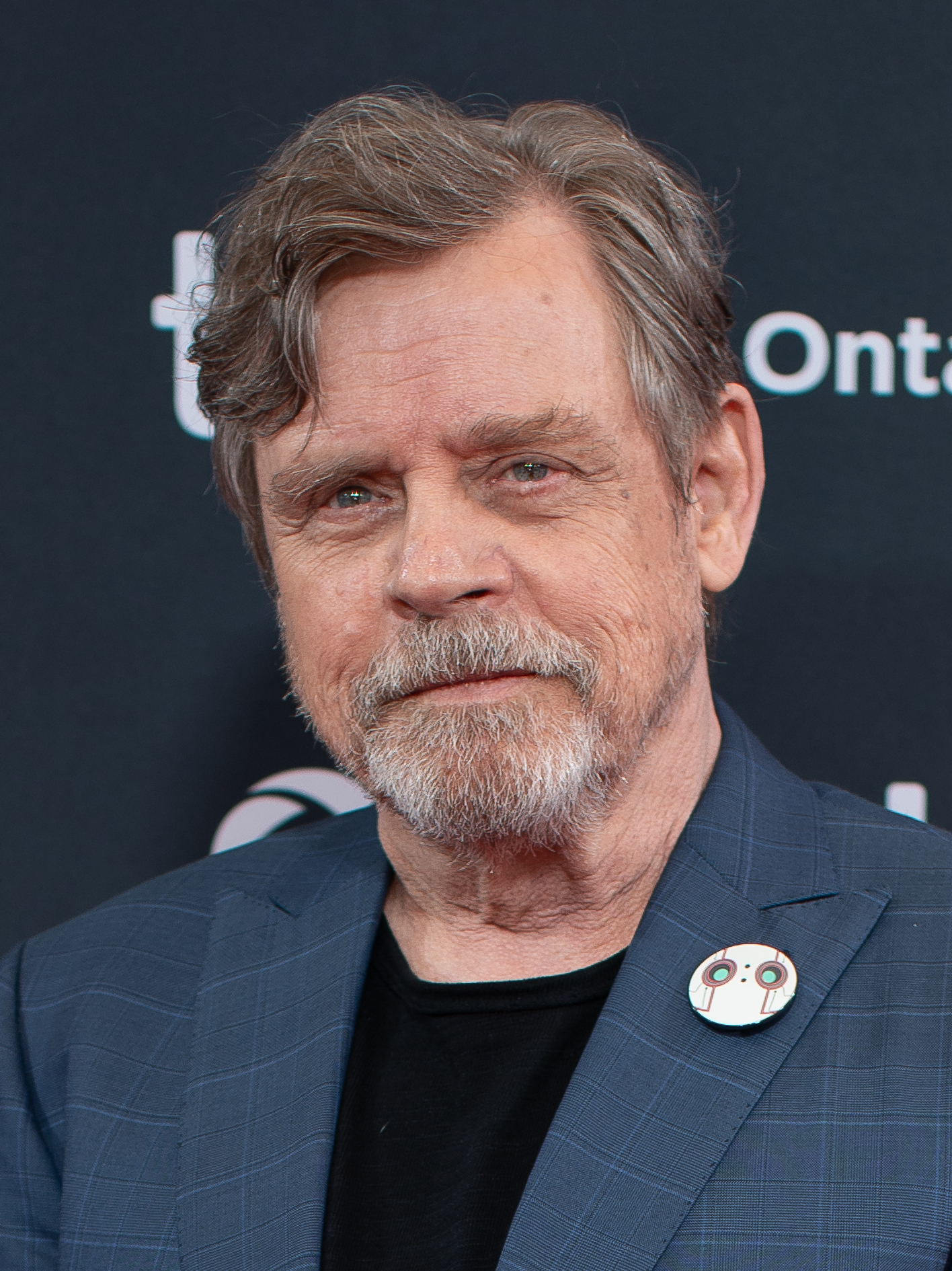
Mark Hamill spricht Thorn

### Filmmusik und Songs
Die Filmmusik komponierte Kris Bowers. Zu seinen früheren Arbeiten zählt der Animationsfilm Space Jam: A New Legacy. Mit Kiss the Sky, geschrieben von Delacey, Jordan K. Johnson, Stefan Johnson, Michael Pollack und Ali Tamposi und performt von Maren Morris, wurde Ende August 2024 von Back Lot Music das erste Musikstück aus dem Film als Download veröffentlicht. Das Lied ist auch auf dem insgesamt 41 Musikstücke umfassenden Soundtrack-Album enthalten, das am 27. September 2024 veröffentlicht wurde.

### Marketing und Veröffentlichung
Der erste Trailer wurde Anfang März 2024 vorgestellt. Die Premiere des Films fand am 8. September 2024 beim Toronto International Film Festival statt. Ebenfalls im September 2024 wurde er beim Festival des amerikanischen Films in Deauville, beim San Sebastian International Film Festival und bei der Filmkunstmesse Leipzig vorgestellt. Am 27. September 2024 kam er in die US-Kinos. Ende September 2024 wurde er beim Filmfest Hamburg gezeigt. Der Kinostart in Österreich und Deutschland erfolgte am 3. Oktober 2024 geplant, in der Schweiz am 9. Oktober 2024. Ebenfalls im Oktober 2024 wurde Der wilde Roboter beim Sitges Film Festival und beim London Film Festival gezeigt und hiernach beim Savannah Film Festival.

## Rezeption

### Kritiken und Einspielergebnis
Von den bei Rotten Tomatoes aufgeführten Kritiken sind 98 Prozent positiv bei einer durchschnittlichen Bewertung mit 8,4 von 10 möglichen Punkten, womit er aus den 25. Annual Golden Tomato Awards als Erstplatzierter unter den Animationsfilmen des Jahres 2024 hervorging. Bei Metacritic erhielt der Film einen Metascore von 85 von 100 möglichen Punkten.
Michael Meyns, Filmkorrespondent der Gilde deutscher Filmkunsttheater, bemerkt in seiner Kritik, der Film mute in einigen Momenten ein wenig didaktisch an, so wenn Roz, Brightbill und Fink als Patchwork-Familie inszeniert werden oder eine Art Arche Noah aufmachen, um die gesamte Tierwelt durch den Winter zu bringen. Doch merke man hier, dass Chris Sanders aus der Disney/Pixar-Schule kommt. Stilistisch schöpfe er in Der wilde Roboter aus dem Vollen, und die Bilder der weiten Natur, die in ihren satten, weichen Farben mit der kalten, futuristischen Stadt der Menschen kontrastiert, seien überwältigend. Der Film sei ein visuell eindrucksvolles, humorvolles und anrührendes Abenteuer. Sanders entlasse den Zuschauer mit der Frage aus dem Kino, ob Tiere oder vielleicht sogar zumindest manche Roboter die besseren Menschen sind.
Chris Schelb schreibt in seiner Kritik für outnow.ch, The Wild Robot sei ein Animationsfilm von einer künstlerischen Schönheit, von dem man sehr gut einzelne Frames nehmen und sie als Bilder an die Wand hängen könnte. Dass möglichst viel aus der Vorlage in die spektakulären Actionszenen des Films gepackt wurde, lasse ihn überladen und hektisch wirken, doch auch wenn die Landung nicht ganz gelungen sei, erreiche The Wild Robot dank der Machart und der herzensguten Titelheldin trotzdem Höhen, von denen andere Animationsfilme nur träumen könnten.
Von der Deutschen Film- und Medienbewertung wurde Der wilde Roboter mit dem Prädikat Besonders wertvoll versehen. Auch von der FBW-Jugend-Filmjury erhielt der Film eine Empfehlung. Diese schreibt dort, in einem breiten Farbenspektakel, variantenreichen Einstellungsgrößen und viel Tiefenschärfe sei eine äußerst ästhetisch schöne Animation entstanden. Die Geräuschkulisse erschaffe eine sehr authentische Atmosphäre und die Musikuntermalung unterstütze die Stimmungen und Figuren des Films eindrucksvoll.
Der Film startete auf Platz eins in den US-Kinocharts und spielte dort an seinem Eröffnungswochenende 35,8 Millionen US-Dollar ein. Insgesamt liegen die Einnahmen dort bei 143,9 Millionen US-Dollar. Die weltweiten Einnahmen des Films aus Kinovorführungen belaufen sich auf 330,6 Millionen US-Dollar. In den deutschen Kinos verzeichnet der Film 848.016 Besucher.

### Auszeichnungen
Der wilde Roboter wurde in der Filmpreissaison 2024/25 für mehr als 160 internationale Film- und Festivalpreise nominiert, von denen das Werk bisher über 50 gewinnen konnte. Zu den erhaltenen Nominierungen zählen unter anderem drei für die Oscarverleihung 2025 in den Kategorien Bester animierter Spielfilm, Beste Filmmusik (Kris Bowers) und Besten Ton. Im Folgenden eine Auswahl von Auszeichnungen und Nominierungen.
African-American Film Critics Association Awards 2024
- Auszeichnung als Bester Animationsfilm
- Auszeichnung für die Beste Filmmusik (Kris Bowers)[31]

Annie Awards 2025
- Auszeichnung als Bester Film
- Auszeichnung für die Beste Regie (Chris Sanders)
- Auszeichnung für die Besten Spezialeffekte (Derek Cheung, Michael Losure, David Chow, Nyoung Kim und Steve Avoujageli)
- Auszeichnung für die Beste Figurenanimation (Fabio Lignini)
- Auszeichnung für das Beste Figurendesign (Genevieve Tsai)
- Auszeichnung für das Beste Szenenbild (Raymond Zibach und Ritchie Sacilioc)
- Auszeichnung für die Beste Musik (Kris Bowers)
- Auszeichnung für den Besten Schnitt (Mary Blee, Collin Erker, Orlando Duenas, Lucie Lyon und Brian Parker)
- Auszeichnung für das Beste Voice Acting (Lupita Nyong’o als Roz)
- Nominierung für das Beste Voice Acting (Kit Connor als Brightbill)[32][33]

Art Directors Guild Awards 2025
- Nominierung für das Beste Szenenbild in einem Animationsfilm (Raymond Zibach)[34]

British Academy Film Awards 2025
- Nominierung als Bester animierter Spielfilm (Chris Sanders und Jeff Hermann)
- Nominierung als Bester Kinder-/Familienfilm (Chris Sanders und Jeff Hermann)
- Nominierung für die Beste Filmmusik (Kris Bowers)[35]

Artios Awards 2025
- Auszeichnung für das Beste Casting in einem Animationsfilm[36]

Astra Film Awards 2024
- Nominierung als Bester Animationsfilm
- Nominierung für die Beste Voice Over Performance (Lupita Nyong’o)
- Nominierung für die Beste Voice Over Performance (Pedro Pascal)
- Nominierung für die Beste Filmmusik (Kris Bowers)
- Nominierung als Bester Song („Kiss the Sky“, Maren Morris)[37]

Black Reel Awards 2025
- Auszeichnung für die Beste Voice Performance (Lupita Nyong’o)
- Auszeichnung für die Beste Filmmusik (Kris Bowers)
- Nominierung als Bester Soundtrack[38][39]

Celebration of Cinema and Television 2024
- Auszeichnung mit dem Composer Award (Kris Bowers)[40]

Cinema Audio Society Awards 2025
- Auszeichnung in der Kategorie Animationsfilm (Alan Meyerson)[41]

Critics’ Choice Movie Awards 2025
- Auszeichnung als Bester Animationsfilm
- Nominierung für die Beste Filmmusik (Kris Bowers)
- Nominierung als Bestes Lied („Kiss the Sky“, Maren Morris)[42]

Eddie Awards 2025
- Auszeichnung in der Kategorie Bester Filmschnitt – Animationsfilm (Mary Blee)[43]

Golden Globe Awards 2025
- Nominierung als Bester Animationsfilm
- Nominierung für die Beste Filmmusik (Kris Bowers)
- Nominierung als Bester Filmsong („Kiss The Sky“, Maren Morris, Ali Tamposi, Michael Pollack, Delacey, Jordan Johnson und Stefan Johnson)
- Nominierung in der Kategorie The Cinematic and Box Office Achievement

Golden Reel Awards 2025
- Auszeichnung für den Besten Tonschnitt – Animationsfilm[44]

Hollywood Music in Media Awards 2024
- Auszeichnung als Beste Filmmusik – Animationsfilm (Kris Bowers)
- Auszeichnung als Bester Song in einem Animationsfilm (Kiss the Sky, Maren Morris, Ali Tamposi, Michael Pollack, Delacey, Jordan Johnson und Stefan Johnson)[45]

London Critics’ Circle Film Awards 2025
- Nominierung als Bester Animationsfilm[46]

Online Film Critics Society Awards 2025
- Nominierung als Bester Animationsfilm
- Nominierung für die Beste Filmmusik[47]

Oscarverleihung 2025
- Nominierung als Bester animierter Spielfilm
- Nominierung für die Beste Filmmusik (Kris Bowers)
- Nominierung für den Besten Ton (Randy Thom, Brian Chumney, Gary A. Rizzo und Leff Lefferts)

Producers Guild of America Awards 2025
- Auszeichnung als Bester animierter Kinospielfilm[48]

San Sebastian International Film Festival 2024
- Auszeichnung mit dem Greenpeace Award (Chris Sanders)[49]

Satellite Awards 2025
- Nominierung als Bester Animationsfilm
- Nominierung für die Beste Filmmusik (Kris Bowers)
- Nominierung als Bester Song (Kiss the Sky)[50]

Saturn Awards 2025
- Auszeichnung als Bester Animationsfilm

Savannah Film Festival 2024
- Auszeichnung mit dem Virtuoso Award (Lupita Nyong’o)
- Auszeichnung mit dem Publikumspreis[51]

Society of Composers & Lyricists Awards 2025
- Auszeichnung für die Beste Filmmusik – Studio Film (Kris Bowers)[52]

USC Libraries Scripter Awards 2025
- Nominierung für das Beste adaptierte Drehbuch (Chris Sanders und Peter Brown)[53]

VES Awards 2025
- Auszeichnung für die Besten visuellen Effekte in einem Animationsfilm (Chris Sanders, Jeff Hermann, Jeff Budsberg und Jacob Hjort Jensen)
- Auszeichnung als Beste Figur in einem Animationsfilm („Roz“, Fabio Lignini, Yukinori Inagaki, Owen Demers und Hyun Huh)
- Auszeichnung für die Beste Umwelt in einem Animationsfilm („The Forest“, John Wake, He Jung Park, Woojin Choi und Shane Glading)
- Auszeichnung für die Beste Effekt-Simulation in einem Animationsfilm (Derek Cheung, Michael Losure, David Chow und Nyoung Kim)
- Nominierung für die Beste Lichtkomposition (Sondra L. Verlander, Baptiste Van Opstal, Eszter Offertaler und Austin Casale)[54][55]

## Fortsetzung
Mitte Oktober 2024 wurde bekannt, dass DreamWorks an einer Fortsetzung arbeitet.